# Фактор ускорения распада комплемента
Фактор ускорения распада комплемента, или CD55 (англ. Complement decay-accelerating factor; DAF) — мембранный белок, ингибитор системы комплемента. Продукт гена человека CD55.

## Функции
DAF регулирует систему комплемента на клеточной поверхности. Он распознаёт фрагменты C4b и C3b, образующиеся в процессе активации C4 (классический и лектиновый пути) и C3 (альтернативный путь). Взаимодействие DAF со связанными с клеткой C4b и C3b блокирует способность катализировать превращение C2 и фактора B в активные фрагменты C2a и Bb и, как следствие, предотвращает образование комплексов C4b2a и C3bBb, амплификацию конвертаз каскада комплемента. В результате это блокирует образование мембраноатакующих комплексов (МАК).
Является антигеном системы групп крови Кромера.

## Структура
CD55 (DAF) состоит из 319 аминокислоты (после отщепления сигнального пептида и пропептида). Является гликопротеином с молекулярной массой 70 кДа. Включает 4 домена Sushi, участок липидирования (связывания гликозилфосфатидилинозитола, что обеспечивает заякоривание белка на клеточной мембране) и 8 внутримолекулярных дисульфидных связей. Кроме этого, содержит один участок N-гликозилирования.

## Тканевая специфичность
Широко представлен как в клетках гемопоэтического ряда, так и в негемопоэтических клетках.

## Патология

### Пароксизмальная ночная гемоглобинурия
Так как DAF заякорен на клеточной мембране за счёт гликозилфосфатидилинозитола, экспрессия белка снижается при мутациях, которые снижают уровень этого липида, таких как пароксизмальная ночная гемоглобинурия. При этом, эритроциты с низким уровнем DAF подвергаются комплемент-опосредованному гемолизу.

### Вирусная инфекция
DAF является рецептором некоторых вирусов Коксаки и других энтеровирусов, которые используют белок для проникновения в клетку.
Моноклональные антитела: позелимаб.